# Grado (Spagna)
Grado (in castigliano) o Grau (in asturiano) è un comune spagnolo di 11 454 abitanti situato nella comunità autonoma delle Asturie. Nelle località del territorio comunale di Castañedo, Peñaflor e Santa María de Grado scorre il fiume Nalón.